# Neogea nocticolor
Neogea nocticolor är en spindelart som först beskrevs av Tord Tamerlan Teodor Thorell 1887.  Neogea nocticolor ingår i släktet Neogea och familjen hjulspindlar. Inga underarter finns listade i Catalogue of Life.